# Estádio Juscelino Kubitschek
Het Estádio Juscelino Kubitschek (kortweg: Estádio JK) is een multifunctioneel stadion in Itumbiara, een stad in Brazilië. Het wordt ook Estádio Parque do Azulão genoemd.
Het stadion wordt vooral gebruikt voor voetbalwedstrijden, de voetbalclub Itumbiara EC maakt gebruik van dit stadion. In het stadion is plaats voor 6.150 toeschouwers.